# Odradokameanka, Berîslav
Odradokameanka (în ucraineană Одрадокам'янка) este localitatea de reședință a comunei Odradokameanka din raionul Berîslav, regiunea Herson, Ucraina.

## Demografie
Componența lingvistică a localității Odradokameanka
     Ucraineană (90,85%)
     Rusă (8,84%)
     Alte limbi (0,22%)
Conform recensământului din 2001, majoritatea populației localității Odradokameanka era vorbitoare de ucraineană (90,85%), existând în minoritate și vorbitori de rusă (8,84%).